# Аеродром Вроцлав
Аеродром Вроцлав „Никола Коперник” (пољ. Port lotniczy Wrocław im. Mikołaja Kopernika) је међународни аеродром великог пољског града Вроцлава, смештен 10 km западно од средишта града. 
Вроцлавска ваздушна лука је авио-чвориште за пар авио-превозника: „Баз”, и „Визер”, „Ентер Ер” и „Рајанер”. 
Аеродром у Вроцлаву је пети по промету путника у Пољској - 2023. године кроз њега је прошло преко 3,6 милиона путника. 